# Аксель (фільм)
«Аксель» (англ. A.X.L.) — американська стрічка 2018 року про Майлза, який потоваришував з високотехнологічним робопсом Акселем, але ця дружба розлютила військових та вчених. В Україні фільм вперше продемонстрували 16 серпня 2018 року.

## Сюжет
Вночі високотехнологічний собака втікає з підприємства. Його було розроблено компанією «Крейн». Мотогонщик Майлз перебуває на вечірці в багатого Сема Фонтейна. Сем вмовляє його взяти участь у зйомках трюків на мотоциклах. Люди Фонтейна непомітно псують мотоцикл Гілла й той падає під час виконання трюка. Всі залишають постраждалого.
Майлзу вдається відновити керування мотоциклом. Він оглядає околиці та в одному гаражі знаходить робопса. Спочатку собака вмикає самознищення, але не відчувши загрози від Гілла скасовує процес. Молодий чоловік витягує арматуру з Акселя. Вдвох вони грають. Співробітникам «Крейна» вдається визначити місцеперебування їхньої розробки. Творець наполягає залишити ввімкненим Акселя доки він знаходиться в компанії Гілла, щоб краще протестувати його. Сара знаходить Майлза з Акселєм. Вони гарно проводять час. Собака вирішує віддати ключ, це означає, що Майлз стає його хазяїном назавжди. Компанію знаходить Сем, який дуже агресивно поводився. Робопес захищає Майлза з Сарою. Сем мститься, заманивши Акселя в пастку та підпалює його.
Майлз з Сарою знаходять пошкодженого Акселя, проте їм вдається полагодити його. Агенти переслідують Гілла з робопсом. Головний герой падає з мотоцикла та ламає руку. Аксель не хоче кидати свого хазяїна. Робопес вмикає самознищення.
Майлз і Сара вступають в коледж. За ними стежать, бо творець Акселя розповів важливу інформацію. Майлз і Сара налагоджують зв'язок з робопсом, який, напевно, може повернутися до них.

## У ролях
| Актор            | Роль           |
| ---------------- | -------------- |
| Алекс Нойштедтер | Майлз Гілл     |
| Беккі Джі        | Сара           |
| Домінік Рейнс    | Ендрік         |
| Томас Джейн      | Чак Гілл       |
| Алекс Мак-Ніколл | Сем Фонтейн    |
| Лу Тейлор Пуччі  | Рендалл        |
| Патриція де Леон | Джоанна        |
| Тед Мак-Джинлі   | Джордж Фонтейн |

## Створення фільму

### Виробництво
Зйомки фільму планувалось розпочати в першому кварталі 2016 року, але були перенесені на кінець літа.

### Знімальна група
- Кінорежисер — Олівер Дейлі
- Сценарист — Олівер Дейлі
- Кінопродюсери — Девід С. Гоєр, Гері Луккезі, Том Розенберг, Річард С. Райт
- Композитор — Єн Галтквіст
- Кінооператор — Тім Орр
- Кіномонтаж — Джефф Мак-Евой
- Художник-постановник — Сузукі Інгерслев
- Артдиректор — Брендан О'Коннор
- Художник-декоратор — Рон Франко
- Художник-костюмер — Ліндсі Мак-Кей[5]

## Сприйняття
Фільм отримав змішані відгуки. На сайті Rotten Tomatoes оцінка стрічки становить 25 % на основі 20 відгуків від критиків (середня оцінка 3,7/10) і 63 % від глядачів із середньою оцінкою 3,5/5 (463 голоси). Фільму зарахований «гнилий помідор» від кінокритиків та «попкорн» від глядачів, Internet Movie Database — 5,1/10 (2 987 голосів), Metacritic — 29/100 (7 відгуків критиків) і 5,3/10 (16 відгуків від глядачів).